# هیلاری نایت
هیلاری نایت (انگلیسی: Hilary Knight؛ زاده ۱۲ ژوئیهٔ ۱۹۸۹) بازیکن هاکی روی یخ اهل ایالات متحده آمریکا است.